# Renate Schubert (Schauspielerin, 1940)

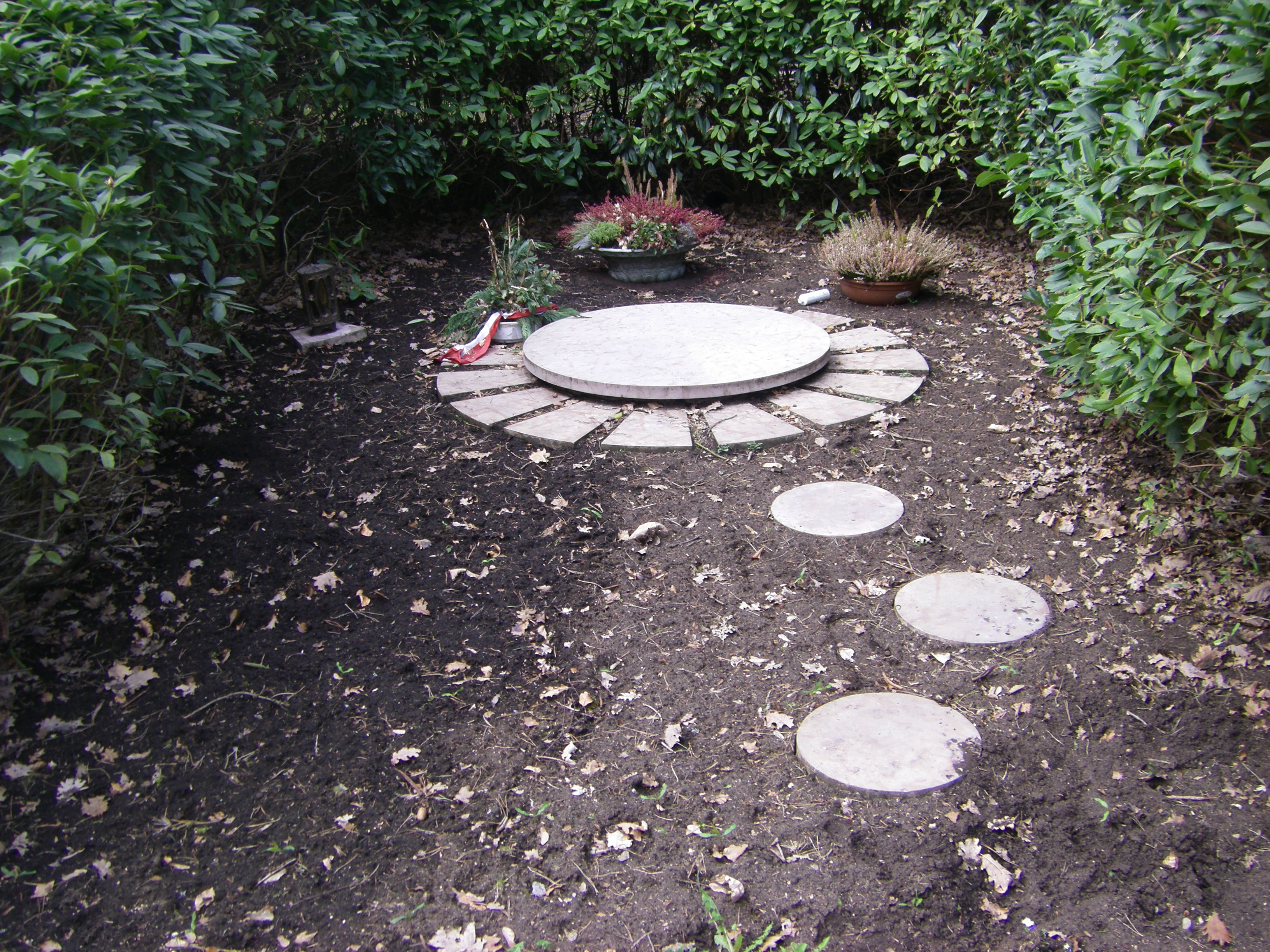
Familiengrab von Bruno H. Schubert, seiner Frau Ingeborg und Tochter Renate auf dem Waldfriedhof Oberrad.

Renate Schubert (* 30. Januar 1940; † 2. Januar 1966 in Köln) war eine deutsche Nachwuchsschauspielerin, die zuletzt an den Städtischen Bühnen Köln engagiert war.
Ab der Spielzeit 1962/63 war sie an den Städtischen Bühnen Frankfurt engagiert. In der Spielzeit 1962/63 war sie außerdem beim Tournee-Theater „Der grüne Wagen“ in München verpflichtet. Ab der Spielzeit 1964/65 gehörte sie zum Schauspielensemble der Städtischen Bühnen Köln, wo sie ab November 1964 in dem Schauspiel Madame Legros von Heinrich Mann in einer Inszenierung von Max Peter Ammann mitwirkte.
Schubert, die in Köln lebte, starb im Januar 1966 im Alter von 25 Jahren an einem Herzkollaps.

## Persönliches
Schubert war die Stieftochter des Bierunternehmers Bruno H. Schubert.